# Пакуаламан
Пакуала́ман (яв. Kadipatèn Pakualaman) — княжество на острове Ява.
Пакуаламан наряду с султанат является частью особого округа Джокьякарта в республике Индонезия. Наследственный князь (адипати) Пакуаламана и султан Джокьякарты имеют церемониальную роль и формально не имеют власти. Однако, они занимают должности губернатора и вице-губернатора округа с момента его образования в 1950 году.
Наследственное княжество было образовано в 1812 году, после захвата Явы британцами. Туземные правители поддержали британские войска. Местный адипати Нотокусумо после официальной коронации 17 марта 1813 года, проведенной генерал-губернатором Стэмфордом Раффлзом, стал именоваться Паку Алам I.
Княжество было абсолютной монархией, но фактически не имело полной независимости. Так, в 1813—1816 годах Пакуаламан был зависим от правительства Соединенного Королевства в Ост-Индии. В 1816—1942 годах княжество было зависимо от Королевства Нидерландов с особым статусом в Голландской Ост-Индии, схожим с туземным княжество в Британской Индии, а с 1942 по 1945 год оно было частью Японской империи со статусом Kooti под надзором XVI армии.
Адипати Паку Алам VIII, вступивший на трон в 1937 году, был сторонником независимости Индонезии, принимая активное участие в борьбе индонезийцев. 17 августа 1945 года было объявлено о независимости. Первый президент Сукарно подписал Хартию, где султан Джокьякарты и князь Пакуаламана сохраняли титулы, но территория Джокьякарты входила в состав Индонезии. В 1950 году был образован особый округ Джокьякарта, где султан стал губернатором, а князь — вице-губернатором. После смерти султана Хаменгкубувоно IX в 1988 году, губернатором стал Паку Алам VIII, который находился в должности до своей смерти в 1998 году.
С 2016 года титул адипати Пакуаламана носит Паку Алам X, также занимающий пост вице-губернатора особого округа.

## Список князей Пакуаламана
- 1812-1829 : Паку Алам I
- 1829-1858 : Паку Алам II
- 1858-1864 : Паку Алам III
- 1864-1878 : Паку Алам IV
- 1878-1900 : Паку Алам V
- 1901-1902 : Паку Алам VI
- 1903-1938 : Паку Алам VII
- 1938-1998 : Паку Алам VIII
- 1998-2015 : Паку Алам IX
- 2016-настоящее время : Паку Алам X